# Anton Walkes
Anton Charles Walkes (Londres, 8 de febrero de 1997-Miami, 19 de enero de 2023) fue un futbolista británico. Se desempeñaba como defensa y el último club en el que jugó fue el Charlotte FC, de la Major League Soccer.

## Biografía
Walkes nació el 8 de febrero de 1997 en Lewisham, Londres, y era de ascendencia jamaicana.
Walkes se declaró culpable de conducir mientras su licencia estaba suspendida en noviembre de 2018, fue multado y sentenciado a 120 horas de servicio comunitario.
Walkes estuvo en Miami el 18 de enero de 2023, donde Charlotte FC estaba realizando un campo de entrenamiento de 12 días. Mientras conducía un barco, resultó herido en una colisión con otro barco cerca del Miami Marine Stadium. Walkes fue descubierto inconsciente y fue llevado a la orilla, donde recibió reanimación cardiopulmonar, posteriormente fue llevado a un hospital de la zona, donde falleció al día siguiente a la edad de 25 años a causa de sus heridas.

## Trayectoria

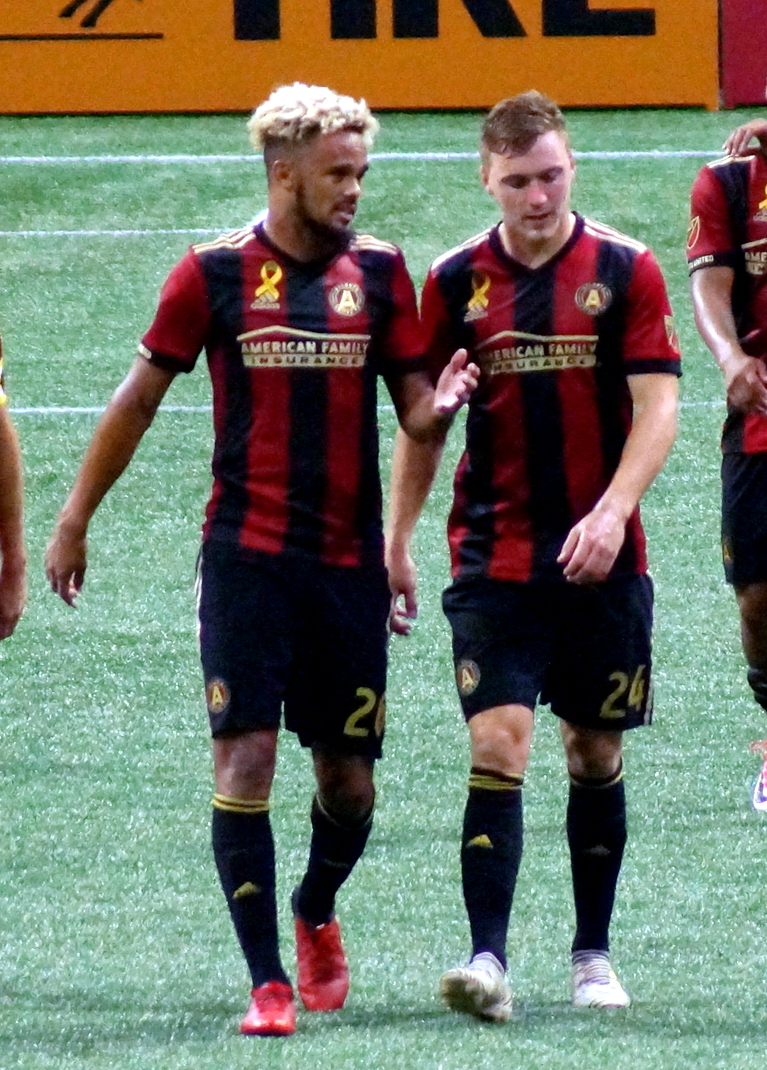
Anton Walkes y Julian Gressel (24 de septiembre de 2017)

### Tottenham Hotspur
Comenzó su carrera en el Tottenham Hotspur, club en que llegó a sus inferiores en julio de 2013. Debutó con el primer equipo el 21 de septiembre de 2016 en la Copa de la Liga contra el Gillingham, partido que terminó victoria por 5-0.

#### Préstamo al Atlanta United
El 26 de enero de 2017 se unió a préstamo al Atlanta United de la MLS. Debutó en el primer encuentro de la temporada ante el New York Red Bulls, que fue derrota por 2-1, partido en que anotó un autogol. Poco a poco se ganó un lugar en el equipo titular y anotó su primer gol el 5 de julio de 2017 en la victoria por 4-2 ante el San Jose Earthquakes. El 1 de agosto de 2017 su préstamo en el club fue extendido hasta el término de la temporada.

### Portsmouth
Walkes fue enviado a préstamo al Portsmouth en enero de 2018. Debutó el 3 de febrero de 2018 con un gol en el empate 2-2 contra el Doncaster Rovers. Durante su cesión, el jugador disputó 12 encuentros para el club. Regresó al Tottenham al término de la temporada 2017-2018, y en julio de 2018 se anunció el fichaje permanente del jugador por parte del Portsmouth.

### Retorno al Atlanta United
El 9 de enero de 2020 se anunció su fichaje de por el Atlanta United.

### Charlotte FC
Walkes fue seleccionado por Charlotte FC en el Draft de Expansión de la MLS el 14 de diciembre de 2021.

## Estadísticas
Actualizado al último partido disputado el 4 de enero de 2020.
| Tottenham Hotspur Inglaterra |               |               |    |   |   |   |   |    |    |    |    |   |
| 1.ª | 2016-17       | 0             | 0  | 0 | 0 | 0 | 0 | 1  | 0  | 1  | 0  |   |
| Total club | Total club    | 0             | 0  | 0 | 0 | 0 | 0 | 1  | 0  | 1  | 0  |   |
| Atlanta United Estados Unidos |               |               |    |   |   |   |   |    |    |    |    |   |
| 1.ª | 2017          | 20            | 2  | 0 | 0 | - | - | -  | -  | 20 | 2  |   |
| 1.ª | 2020          | 1             | 0  | - | - | 2 | 0 | -  | -  | 3  | 0  |   |
| Total club | Total club    | 21            | 2  | 0 | 0 | 2 | 0 | 0  | 0  | 23 | 2  |   |
| Portsmouth Inglaterra |               |               |    |   |   |   |   |    |    |    |    |   |
| 3.ª | 2017-18       | 12            | 1  | 0 | 0 | - | - | 0  | 0  | 12 | 1  |   |
| 3.ª | 2018-19       | 24            | 1  | 3 | 0 | - | - | 8  | 0  | 35 | 1  |   |
| 3.ª | 2019-20       | 11            | 0  | 3 | 0 | - | - | 5  | 1  | 19 | 1  |   |
| Total club | Total club    | 47            | 2  | 6 | 0 | 0 | 0 | 13 | 1  | 66 | 3  |   |
| Total carrera | Total carrera | Total carrera | 67 | 4 | 6 | 0 | 2 | 0  | 14 | 1  | 90 | 5 |
| (1) Incluye datos de la FA Cup (2) Incluye datos de la Liga de Campeones Concacaf (3) Incluye datos de la Copa de la Liga (2016-17, 2018-19, 2019-20), EFL Trophy y los playoffs de la League One. |               |               |    |   |   |   |   |    |    |    |    |   |

## Palmarés

### Títulos nacionales
| Título     | Club       | País       | Año     |
| ---------- | ---------- | ---------- | ------- |
| EFL Trophy | Portsmouth | Inglaterra | 2018-19 |